# Nabaruru Batiri
Nabaruru Batiri (ur. 1 grudnia 1984) – kiribatyjski piłkarz, grający na pozycji obrońcy.

## Kariera piłkarska

### Kariera reprezentacyjna
W 2003 debiutował w narodowej reprezentacji Kiribati w przegranym 2:3 meczu z Tuvalu. Jest rekordzistą w ilości rozegranych gier oficjalnych w dotychczasowej historii reprezentacji Kiribati.